# Miradouro das Veredas

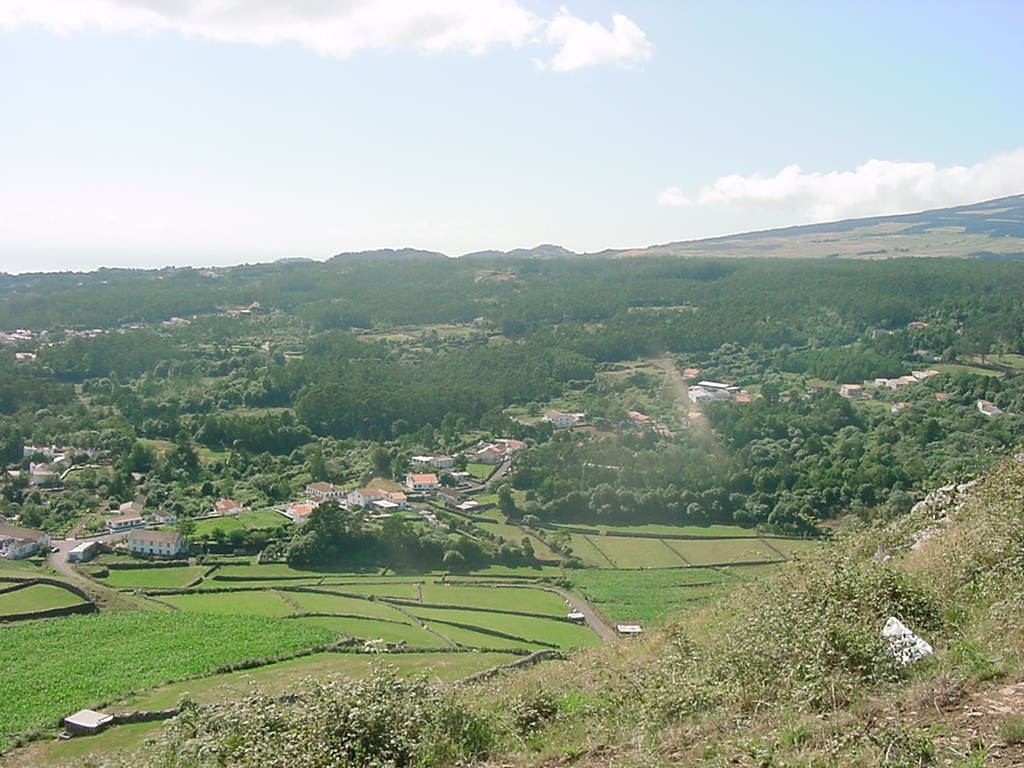
Miradouro das Veredas, vista sobre a freguesia da Terra chã.

O  Miradouro das Veredas localiza-se na freguesia da Terra Chã, concelho de Angra do Heroísmo, na Ilha Terceira, nos Açores.
Caracteriza-se por encontrar-se a meio caminho entre o interior da ilha e o mar, sobre uma grande fraga rochosa na zona das Veredas, oferecendo uma vista panorâmica sobre as terras planas da freguesia da Terra chã, de São Pedro e das Cinco Ribeiras. Ao longe destaca-se o Monte Brasil e o vulcão da Serra de Santa Barbara.